# 関井光男
関井 光男（せきい みつお、1939年12月21日 - 2014年3月3日）は、日本の文芸評論家。主に坂口安吾と太宰治の研究者として知られる。
弘前学院大学客員教授、近畿大学教授（国際人文経済研究所副所長）、早稲田予備校現代文担当講師などを務めた。

## 経歴
東京府生まれ。本名、山田光男（やまだみつお）。日本大学芸術学部文芸学科卒業。近畿大学では柄谷行人の側近だったが、単著は一冊もない。
2006年3月に近畿大学の運営に不満をもち、柄谷行人とともに近畿大学教授の職を辞任。近畿大学には関井の他にも柄谷側近を自認する者はいたが、職を辞することまで柄谷と行動を伴にしたのは関井のみである。
2014年3月3日午後8時30分、虚血性心疾患のため東京都練馬区の自宅で死去。74歳没。

## 編著
- 『坂口安吾の世界』 冬樹社、1976年 （異装叢書）
- 『太宰治の世界』 冬樹社、1977年5月 （異装叢書）
- 『柄谷行人』 至文堂、1995年12月 （「国文学解釈と鑑賞」別冊）
- 『資料・日本モダニズムと「現代の芸術と批評叢書」』 ゆまに書房、1995年4月 （現代の芸術と批評叢書）